# Phronia defensa
Phronia defensa är en tvåvingeart som beskrevs av Zaitzev 1997. Phronia defensa ingår i släktet Phronia och familjen svampmyggor. Inga underarter finns listade i Catalogue of Life.